# Jay Roach
Mathew Jay Roach (Albuquerque, 14 juni 1957) is een Amerikaans film- en televisieregisseur, producent en scenarioschrijver.

## Biografie
Jay Roach werd in 1957 geboren in Albuquerque (New Mexico), waar zijn vader op dat ogenblik in dienst van het Amerikaans leger werkte. In 1975 studeerde hij af aan Eldorado High School. Nadien behaalde hij een bachelor economie aan Stanford University en in 1986 een master filmproductie aan de University of Southern California.

## Carrière
Na zijn studies ging Roach in Hollywood aan de slag als filmregisseur. In 1990 maakte hij zijn officieel debuut met de komedie Zoo Radio. Datzelfde jaar werkte hij als cameraman ook mee aan de horror- en anthologiefilm Tales of the Unknown. Tussendoor schreef hij als scenarist mee aan goedkope scifi-televisieproducties als Space Rangers (1993) en Lifepod (1993).
Zijn grote doorbraak volgde eind jaren 1990, toen hij de regisseur werd van Mike Myers' succesvolle Austin Powers-filmtrilogie. In de daaropvolgende jaren regisseerde en produceerde hij de Ben Stiller-komedies Meet the Parents (2000) en Meet the Fockers (2004).
Daarnaast verfilmt Roach ook regelmatig waargebeurde en/of politieke (televisie)films. Zo maakte hij voor HBO Recount (2008), een film over de Amerikaanse presidentsverkiezingen van 2000, en Game Change (2012), een film over de presidentsverkiezingen van 2008. In 2015 regisseerde Roach met Trumbo ook een biografische film over scenarioschrijver Dalton Trumbo.

## Filmografie

### Als regisseur
Film
- Zoo Radio (1990)
- Austin Powers: International Man of Mystery (1997)
- Austin Powers: The Spy Who Shagged Me (1999)
- Mystery, Alaska (1999)
- Meet the Parents (2000)
- Austin Powers in Goldmember (2002)
- Meet the Fockers (2004)
- Dinner for Schmucks (2010)
- The Campaign (2012)
- Trumbo (2015)
- Bombshell (2019)

Televisie
- Recount (2008)
- Game Change (2012)
- The Brink (2015)
- All the Way (2016)